# Geodena absimilis
Geodena absimilis es una especie de polilla de la familia Geometridae, descrita por primera vez por William Jacob Holland en 1893, con distribución en Gabón. El holotipo de la especie fue descrita a orillas del río Ogave.

## Descripción
Las antenas son amarillas, con pectinaciones negras. La cabeza y el tórax son de color naranja brillante. El abdomen es de color naranja pálido, con una capa grisácea cerca del tórax en la cara superior. La cara inferior del tórax y abdomen son de color amarillo anaranjado. Las patas son del mismo color con márgenes grises. Las alas son blancas, con un gran punto discal redondo en el extremo de la celda. Las alas anteriores tienen márgenes negruzcos. Es una polilla mediana con una envergadura de 38 milímetros (1,5 plg).